# Stenoscinis arnos
Stenoscinis arnos är en tvåvingeart som beskrevs av Malloch 1929. Stenoscinis arnos ingår i släktet Stenoscinis och familjen fritflugor. Inga underarter finns listade i Catalogue of Life.